# Hans Ersgård
Hans William Ersgård, född 2 maj 1915 i Malmö, död där 14 januari 2009, i Slottsstaden, Malmö, var en svensk läroverkslektor och skriftställare. 

## Biografi
Hans Ersgård var son till kamrer Victor Peterson och Anna Ahlbin. Han avlade studentexamen i Malmö 1934, blev filosofie kandidat vid Lunds universitet 1939, avlade reservofficersexamen 1940, blev filosofie magister 1940 och filosofie licentiat 1956. Han var lärare i Ängelholm och Kristianstad 1942–1944, genomförde provår vid Vasa högre allmänna läroverk i Göteborg 1944–1945, blev extra adjunkt vid högre allmänna läroverket i Eslöv 1945, extra ordinarie adjunkt vid Johannes samrealskola i Malmö 1946, vid Slottsstadens samrealskola 1951, adjunkt vid högre allmänna läroverket i Ystad 1952, vid Malmö borgarskola 1958, S:t Petri högre allmänna läroverk 1960, lektor där 1963, var extra lektor i högstadiets metodik vid lärarhögskolan i Malmö 1964–1965, studierektor vid Malmö borgarskola från 1966. Han blev kapten i Norra skånska infanteriregementets (I 6) reserv 1952. Han skrev Skåne under nya tiden (i Ett bildverk om Skåne, 1962), Femtontusen år i Skåne (i En bildbok om Skåne, 1964), Stadens historia 1658–1718 (i Malmö stads historia, del 2, 1977) samt artiklar och recensioner i dagspress.